# Башня Двейра
Башня Двейра (мальт. Torri tad-Dwejra) — маленькая сторожевая башня у «Лазурного окна» в пределах деревни Сан-Лоренц на острове Гоцо на Мальте. Её постройка была завершена в 1652 году. Является одной из башен Ласкари. На сегодняшний день находится в хорошем состоянии и открыта для посещения.
Это одна из четырёх сохранившихся прибрежных сторожевых вышек на Гоцо.

## История
Башня Двейра была построена из известняка в 1652 во время правления Великого Магистра Жан де Ласкарис-Кастеллара на средства Университета Гоцо. Построена как сторожевой пост для охраны прилегающих районов от вражеских нападений, особенно от пиратских высадок. Эта башня, как и другие, могла обмениваться сообщениями с ближайшими оборонительными укреплениями посредством огня и сигнального дыма, ночью и днем соответственно. Расходы на содержание башни покрывались за счет добычи соли из соляных ванн рядом с ней. Башня была оснащена тремя шестифунтовыми орудиями. В 1744 году Великий Магистр Пинто объявил посещение Грибной Скалы незаконным, потому что считалось, что гриб, который растет там, обладает лечебными свойствами, а Башня Двейра использовалась в качестве наблюдательного пункта, чтобы никто не проник на островок.
В период с 1839 по 1873 год башня была занята Королевской мальтийской артиллерией. Затем до 1914 года была заброшена. Во время Первой мировой войны в ней находились части Королевского мальтийского пехотного полка и артиллерии, имевшие в своём распоряжении два, а позже и четыре 12-фунтовых орудия. Башня снова использовалась во время Второй мировой войны в качестве наблюдательного пункта, а в 1942 году находившиеся там капитан Франк Дебоно и Кармело Захра спасли пилота британских ВВС, который потерпел крушение в бухте.
Башня была сдана в аренду Джеральду де Траффорду в 1956 году. Она была передана в аренду неправительственной и некоммерческой добровольной организации Din l-Art Ħelwa Селва в состоянии полного разрушения.

## Настоящее время

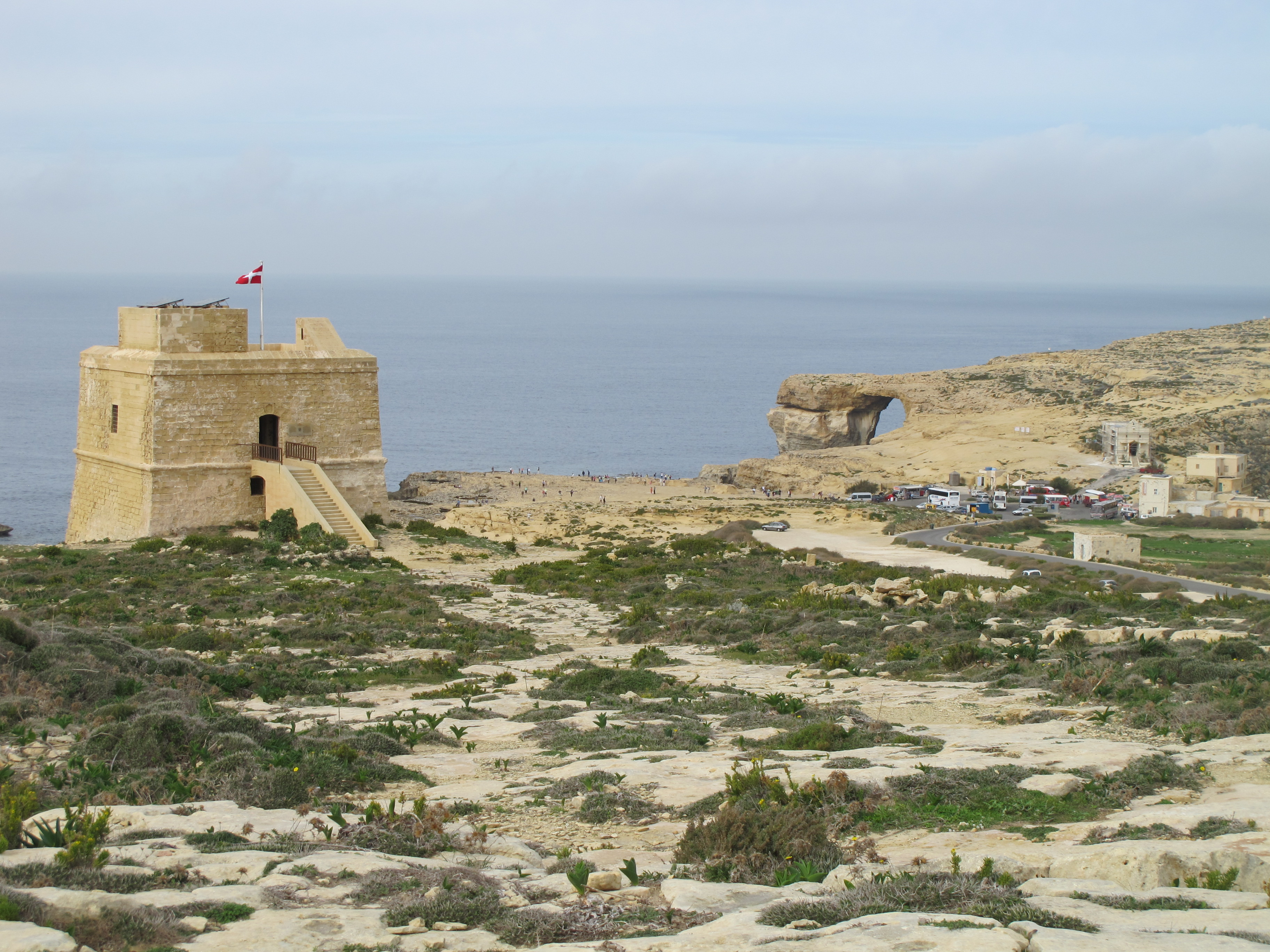
Башня Двейра с «Лазурным окном» на заднем плане

В период с 1997 по 1999 год башня была восстановлена. Сейчас она находится в хорошем состоянии и открыта для бесплатного посещения.

## В культуре
- Башня Двейра использовалась при съемках фильма «Сокровище на Мальте» 1963 года Treasure in Malta и фильма 1985 года «Среди волков»[англ.].[5]